# Knockdhu
Knockdhu [nokdú] je skotská palírna společnosti Inver House Distillers nacházející se ve vesnici Knock v hrabství Aberdeenshire, jež vyrábí skotskou sladovou whisky.

## Historie
Palírna byla založena v roce 1894 Johnem Morrisonem na jehož pozemku bylo objeveno několik pramenů vody. Tato palírna byla za války uzavřena a sloužila k ubytování vojáků. Dalšího uzavření se dočkala v roce 1983 a provoz obnovila až roku 1989 společnost Inver House Distillers. Od roku 1994 používá název An Cnock, jelikož docházelo k záměně s whisky z palírny Knockado. Produkuje whisky značky An Cnock a Knockdhu, což je 12letá whisky s obsahem alkoholu 40%. Část produkce se používá do míchaných whisek Mac Arthurs's, Catto, Inverhouse, Blairmhor, Glen Talloch, Heater Cream a Hankey Bannister. Tato whisky je nasládlá a kouřovitost z ní ucítíte na patře i v nose.